# ZBar
ZBarは、各種バーコードを読み取るためのフリーかつオープンソースのライブラリである。ライブラリはC言語で書かれており、また、各種プログラミング言語向けのバインディングも開発されている。クロスプラットフォームのコマンドラインユーティリティであるzbarcamとzbarimgを利用することができる。また、iPhone向けのモバイルアプリケーションも利用することができる。
オリジナルのバージョンはSourceForge上で開発されていたが、2009年10月のバージョン0.10を最後に開発が停滞している。2017年3月にオリジナルのバージョンからフォークし、Qt 5とlibv4lへの対応、Video4Linux API バージョン2への対応の強化などの改良が行われ、活発に開発が行われている。

## 特徴
- 画像のスキャン
- ビデオストリームからのリアルタイムスキャン
- 各種プログラミング言語向けのバインディング
- 各種ウィジェット・ツールキット向けのバインディング
- 各種バーコードとQRコードの認識[2]